# مارتن ألبرشت
مارتن ألبرشت (بالإنجليزية: Martin Albrecht)‏ هو شخصية أعمال أسترالي، ولد في 12 أبريل 1939 في Tanunda, South Australia ‏ في أستراليا.